# Giacobbe Abarbanel
Giacobbe Abarbanel foi um banqueiro italiano do século XVI.
Pertencente à família judaica Abarbanel, Giacbbe era filho de Samuel, financiador do vice-rei de Nápoles Pedro Álvarez de Toledo .
Após a expulsão da comunidade judaica de Nápoles, em 1541, ele se mudou com o pai para o norte da Itália, tornando-se banqueiro do Cosimo I de 'Medici em Ferrara . Foi Jacó quem aconselhou Cosimo em 1551 a receber judeus sefarditas da península ibérica, a favor do comércio mediterrâneo com o Levante, desenvolvendo assim as comunidades judaicas de Livorno, Pisa e Florença .

## Leituras adicionais
- Alfredo Ravenna, Giacobbe Abarbanel, in Dizionario biografico degli italiani, vol. 1, Roma, Istituto dell'Enciclopedia Italiana, 1960. URL consultato il 3 aprile 2019.